# Elm Township (Missouri)
Elm Township est un ancien township, situé dans le comté de Putnam, dans le Missouri, aux États-Unis,.